# إمونيم
إمونيم (عبرية: אמונים، بمعنى المؤمن) هو موشاف في وسط إسرائيل. يقع قرب أسدود تحت ولاية مجلس بير توفيا الإقليمي. في عام 2014 بلغ عدد سكانه 942 نسمة.
تأسس الموشاف في عام 1950 من قبل مهاجرين مصريين، على أراضي قرية بيت دراس الفلسطينية المدمرة. وكان المصدر الرئيسي للدخل بالنسبة للسكان هي تربية الحيوانات والزراعة البعلية.
مثل العديد من الموشافات الأخرى في المنطقة، يعتبر اسمه رمزياً وقد استمد من التناخ.